# Сентер Тауншип (округ Бівер, Пенсільванія)
Сентер Тауншип (англ. Center Township) — селище (англ. township) в США, в окрузі Бівер штату Пенсільванія. Населення — 11 648 осіб (2020).

## Демографія
Згідно з переписом 2010 року, у селищі мешкало 11 795 осіб у 4658 домогосподарствах у складі 3412 родин. Було 4907 помешкань
Расовий склад населення:
| - 94,2 % — білих - 3,5 % — чорних або афроамериканців - 0,9 % — азіатів |

До двох чи більше рас належало 1,1 %. Частка іспаномовних становила 1,3 % від усіх жителів.
За віковим діапазоном населення розподілялося таким чином: 21,1 % — особи молодші 18 років, 61,3 % — особи у віці 18—64 років, 17,6 % — особи у віці 65 років та старші. Медіана віку мешканця становила 43,8 року. На 100 осіб жіночої статі у селищі припадало 94,7 чоловіків;  на 100 жінок у віці від 18 років та старших — 93,6 чоловіків також старших 18 років.
Середній дохід на одне домашнє господарство  становив 86 312 долари США (медіана — 71 760), а середній дохід на одну сім'ю — 100 621 долар (медіана — 87 554). Медіана доходів становила 65 845 доларів для чоловіків та 42 093 долари для жінок. За межею бідності перебувало 5,8 % осіб, у тому числі 1,8 % дітей у віці до 18 років та 7,4 % осіб у віці 65 років та старших.
Цивільне працевлаштоване населення становило 5672 особи. Основні галузі зайнятості: освіта, охорона здоров'я та соціальна допомога — 21,6 %, транспорт — 14,4 %, роздрібна торгівля — 11,0 %, виробництво — 10,8 %.